# 1903年ウィンブルドン選手権
1903年 ウィンブルドン選手権（1903ねんウィンブルドンせんしゅけん、The Championships, Wimbledon 1903）に関する記事。イギリス・ロンドン郊外にある「オールイングランド・ローンテニス・アンド・クローケー・クラブ」にて開催。

## 大会の流れ
- 男子シングルスは1878年、女子シングルスは1886年から「チャレンジ・ラウンド」（Challenge Round, 挑戦者決定戦）と「オールカマーズ・ファイナル」（All-Comers Final）方式で優勝を決定していた。大会前年度優勝者を除く選手は「チャレンジ・ラウンド」に出場し、前年度優勝者への挑戦権を争う。前年度優勝者は、無条件で「オールカマーズ・ファイナル」に出場できる。チャレンジ・ラウンドの勝者と前年度優勝者による「オールカマーズ・ファイナル」で、当年度の選手権優勝者を決定した。
- この年は、女子シングルスの前年度優勝者ミュリエル・ロブが出場しなかった（現役引退）。前年度優勝者が出場しなかった場合は「オールカマーズ・ファイナル」がなくなるため、チャレンジ・ラウンドの決勝結果を優勝記録表に掲載する。
- 初期のウィンブルドン選手権のように、外国人出場者が少なかった時期は、地元イギリス人選手の国旗表示を省略する。
- 女子ダブルスと混合ダブルスは、最初は「選手権公認外競技」（Non-Championship Event）として扱われた。これは公式競技ではないため、ウィンブルドン選手権の優勝記録表には含まれていないが、日本語版の本記事では女子ダブルスと混合ダブルスの「選手権公認外競技」の結果も記載する。

## 大会前年度優勝者
- 男子シングルス：ローレンス・ドハティー
- 女子シングルス：ミュリエル・ロブ　［大会不参加、現役引退］
- 男子ダブルス：シドニー・スミス＆フランク・ライスリー

## 男子シングルス

### チャレンジラウンド
準々決勝
- フランク・ライスリー vs. ジョージ・ヒルヤード　6-1, 6-4, 6-4
- シドニー・スミス vs. ヘンリー・ポラード　6-2, 6-3, 6-1
- ジョージ・カリディア vs. E・S・サルモン　6-3, 6-4, 6-2
- ジョシア・リッチー vs. アーネスト・ウィルス　6-1, 6-2, 6-2

準決勝
- フランク・ライスリー vs. シドニー・スミス　7-5, 6-3, 7-9, 1-6, 9-7
- ジョシア・リッチー vs. ジョージ・カリディア　6-1, 6-0, 4-6, 6-1

決勝
- フランク・ライスリー vs. ジョシア・リッチー　1-6, 6-3, 8-6, 13-11

### オールカマーズ決勝
- ローレンス・ドハティー vs. フランク・ライスリー　7-5, 6-3, 6-0　（L・ドハティーが本大会の優勝者になる）

## 女子シングルス

### チャレンジラウンド
準々決勝
- トーピー・ローサー vs. アグネス・モートン　6-1, 6-0
- ドロテア・ダグラス vs. ガートルード・ハウスランダー　6-2, 6-0
- エセル・トムソン vs. コンスタンス・ウィルソン　6-4, 8-6
- アンジェラ・グリーン vs. E・J・ブロムフィールド　6-0, 4-6, 6-3

準決勝
- ドロテア・ダグラス vs. トーピー・ローサー　6-4, 6-2
- エセル・トムソン vs. アンジェラ・グリーン　6-3, 6-1

決勝
- ドロテア・ダグラス vs. エセル・トムソン　4-6, 6-4, 6-2　（ここで優勝決定。ダグラスが本大会の優勝者になる）

## 決勝戦の結果
男子シングルス
- ローレンス・ドハティー vs. フランク・ライスリー　7-5, 6-3, 6-0　［オールカマーズ決勝］

女子シングルス
- ドロテア・ダグラス vs. エセル・トムソン　4-6, 6-4, 6-2　［チャレンジラウンド決勝］

男子ダブルス
- レジナルド・ドハティー＆ローレンス・ドハティー vs. シドニー・スミス＆フランク・ライスリー　6-4, 6-4, 6-4　［オールカマーズ決勝］

女子ダブルス
- ドロテア・ダグラス＆アリス・シンプソン・ピカリング vs. ヒルダ・レーン＆コンスタンス・ウィルソン　6-2, 6-1　［選手権公認外競技］

混合ダブルス
- シドニー・スミス＆エセル・トムソン vs.  クラレンス・ホバート＆E・J・ブロムフィールド　6-2, 6-3　［選手権公認外競技］